# 浣花洗劍錄 (李龍基專輯)
《浣花洗劍錄》是香港歌手李龍基發行第二張粵語專輯，於1979年由EMI百代發行。

## 解說
專輯的同名曲《浣花洗劍錄》為張國榮與文雪兒主演的麗的電視同名劇集主題曲，專輯收錄的歌曲版本與電視播放版本有所不同。歌曲的成功被認為奠定了李龍基在粵語流行樂壇的地位，而劇集的男主角張國榮其後亦翻唱歌曲並收錄於唱片中，但獲得一般的反響。
專輯的封面為李龍基的古裝扮相，李龍基其後以同樣造型客串劇集鏡頭，並藉此成為日後在無綫電視展開演員生涯的契機。

## 曲目
- 專輯資料來自香港粵語唱片收藏指南[6]。

1. 浣花洗劍錄
  - 作曲：粦、填詞：盧國沾
2. 誰知道
  - 作曲：曹榮臻、填詞：盧國沾
3. 正義與和平
  - 作曲：曹榮臻、填詞：盧國沾
4. 等你
  - 作曲：曹榮臻、填詞：鄭國江
5. 陽光與我
  - 作曲：曹榮臻、填詞：鄭國江
6. 青春的我與你
  - 填詞：盧國沾
7. 那天再重見
  - 作曲：曹榮臻、填詞：曹榮臻、譚佩華
8. 哭泣雨中
  - 填詞：鄭國江
9. 別離
  - 作曲：曹榮臻、填詞：鄭國江
10. 小鳥高飛
  - 填詞：盧國沾
11. 祝你
  - 作曲：曹榮臻、填詞：鄭國江
12. 快趣學唱歌
  - 填詞：盧國沾

## 資料來源
1. ↑   （页面存档备份，存于）、 （页面存档备份，存于）、 （页面存档备份，存于）
2. 1 2  黃國恩. . 香港: 非凡出版: 74. 2018-11-01  [2019-12-09]. ISBN 9789888571246. （原始内容存档于2021-07-16）.
3. ↑  . 摘星演藝製作.   [2019-12-09]. （原始内容存档于2021-07-13）.
4. ↑  . 西城時報. 2014-04-24  [2019-12-09]. （原始内容存档于2021-07-13）.
5. ↑  游大東. . 香港01. 2018-07-08  [2019-12-09]. （原始内容存档于2021-12-25）.
6. ↑  . 香港粵語唱片收藏指南.   [2019-12-09]. （原始内容存档于2020-11-01）.